# Hna (álbum)
Hna (en ruso:'Хна') Es el décimo quinto álbum de estudio del grupo de Ska punk ruso Leningrad, lanzado el 12 de abril de 2011. Y es el primer álbum del grupo después de dos años de inactividad.
El 24 de septiembre de 2010 se lanzó el video de una nueva canción que fue escrita conjuntamente por sergei Shnurov y Stas Baretskiy, "Himkinskiy Les" (la cual no está incluida en el disco) para promocionar el regreso de la banda.
Contiene un total de 15 canciones, muchas de las cuales habían sido publicadas durante el proceso de grabación en el sitio oficial de Leningrad, entre ellas "Tvistosvist", "K.F.P.R." y "Triumf".
En este álbum a diferencia de otros, Shnurov entró en las sombras y expuso a Yulya Kogan como cantante principal.
Los nombres de las canciones del nuevo álbum sugieren que las letras se han vuelto menos agresivas y radicales, pero no es así. Bajo el nombre se esconde el famoso estilo de  Leningrad, con su franqueza e impredecibilidad.

## Listado de temas
| N.º   | Título                                       | Duración |  |
| 1.    | «"Сладкий сон" - Sladkiy Son»                | 2:05     |  |
| 2.    | «"И больше никого" - I bolshe nikogo»        | 2:54     |  |
| 3.    | «"Прощай" - Proshchay»                       | 2:10     |  |
| 4.    | «"Нет и ещё раз нет" -Net i eshchyo raz net» | 2:50     |  |
| 5.    | «"Автопилот " - Avtopilot»                   | 2:26     |  |
| 6.    | «"Осень - диско" - Osen' - Disko»            | 3:21     |  |
| 7.    | «"Maybe"»                                    | 2:10     |  |
| 8.    | «"Песня" - Pesnya»                           | 2:16     |  |
| 9.    | «"Надоел" - Nadoel»                          | 2:49     |  |
| 10.   | «"Ф.З." - F.Z.»                              | 3:02     |  |
| 11.   | «"Миша" - Misha»                             | 1:54     |  |
| 12.   | «"Твистосвист " - Tvistovist»                | 2:15     |  |
| 13.   | «"Огонь и лед" - Ogon' i led»                | 3:02     |  |
| 14.   | «"К.Ф.П.Р." - K.F.P.R.»                      | 2:59     |  |
| 15.   | «"Триумф" - Triumf»                          | 2:55     |  |
| 39:15 |                                              |          |  |